# Tacima
Tacima, o anche Campo de Santana, è un comune del Brasile nello Stato del Paraíba, parte della mesoregione dell'Agreste Paraibano e della microregione del Curimataú Oriental.